# عالم ملکوت

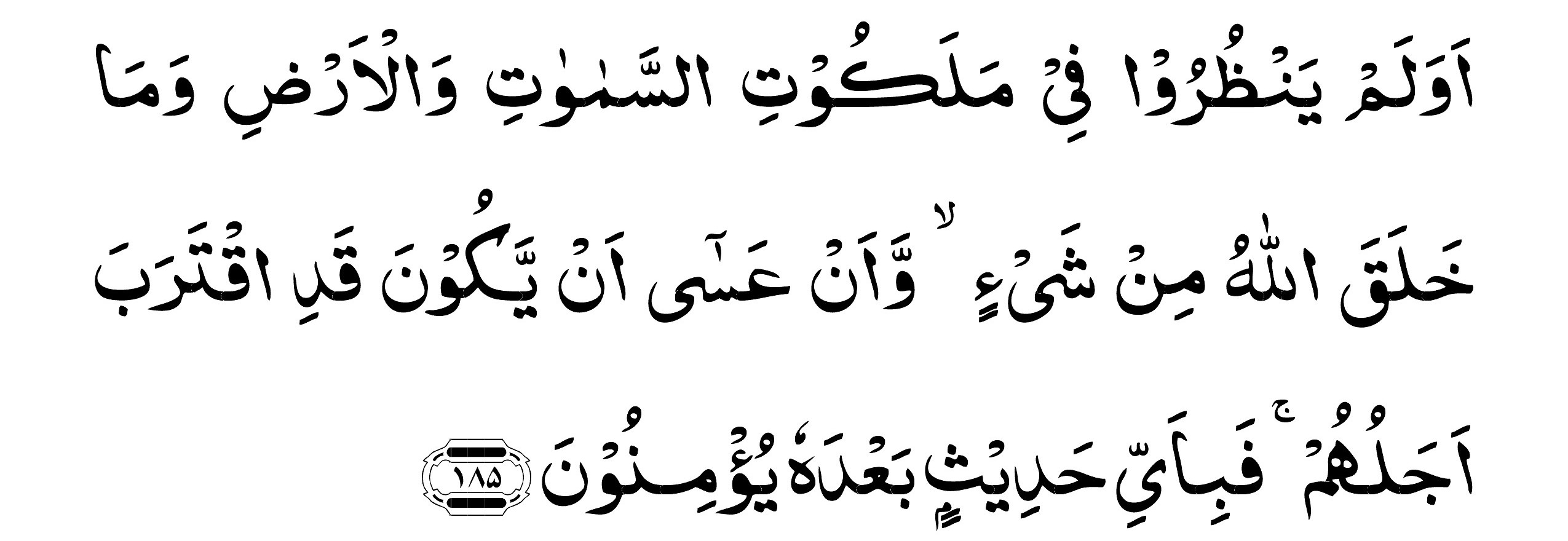
ملکوت آسمانها و زمین

ملکوت (انگلیسی: Malakut)، عالم ملکوت، عالم ارواح و عالم امر و عالم ربوبیت و عالم غیب و باطن است.

## جایگاهروح
در عالم ملکوت که جایگاه روح است مقدار نبود، و طول و عرض و عمق یافت نشود.

## عالم امر
عالم امر، عالمی است که اشارت حسی بدان راه نیابد و به مجرد امر موجد، موجود شده باشد، و آن را عالم غیب و عالم علوی و عالم ملکوت نیز خوانند.

## نفس ناطقه
نفس ناطقه انسانی در عالم ملکوت‏، بالفطره متوجه به حقیقت وجود است.